# 国際連合安全保障理事会決議231
国際連合安全保障理事会決議231（こくさいれんごうあんぜんほしょうりじかいけつぎ231、英: United Nations Security Council Resolution 231）は、1966年12月15日に国際連合安全保障理事会で採択された決議である。キプロス問題に関する過去の決議を再確認した上で、国際連合キプロス平和維持軍の活動期限を1967年6月26日まで6ヶ月延長し、当事国に対して最大限の自制を持って行動し、平和維持軍に全面的に協力するように求めた。